# Zachar Wołkau
Zachar Uładzimirawicz Wołkau (biał. Захар Уладзіміравіч Волкаў, ros. Захар Владимирович Волков, Zachar Władimirowicz Wołkow; ur. 12 sierpnia 1997 w Witebsku) – białoruski piłkarz grający na pozycji środkowego obrońcy w rosyjskim klubie FK Chimki, do którego jest wypożyczony z białoruskiego BATE Borysów oraz w reprezentacji Białorusi.

## Sukcesy
BATE Borysów
- Mistrzostwo Białorusi: 2018
- Zdobywca Pucharu Białorusi: 2019/2020

## Kontrowersje
6 sierpnia 2020 Wołkau zawieszony przez BFF na 2 lata i ukarany grzywną w wysokości 200 jednostek podstawowych (ok. 1890 euro) za udział w ustawianiu meczów podczas jego pobytu w Naftanie Nowopołock. Zakaz został później rozszerzony na wszystkie zawody zatwierdzone przez FIFA, do 5 sierpnia 2022. 23 września 2021 rozpatrzono pozytywnie wniosek Wołkoua o zastosowanie wobec niego odroczenia wykonania pozostałej części kary dyscyplinarnej w formę czasowej dyskwalifikacji. Kara została bezterminowo odroczona przez BFF, dzięki czemu obrońca mógł wrócić na boisko.